# Borowiki (rejon miadzielski)
Borowiki (biał. Баравікі, ros. Боровики) – wieś na Białorusi, w obwodzie mińskim, w rejonie miadzielskim, w sielsowiecie Krzywicze.

## Historia
W czasach zaborów wieś w gminie Krzywicze, w powiecie wilejskim, w guberni wileńskiej Imperium Rosyjskiego. W 1865 roku należała do dóbr Motyki, liczyła 53 dusze rewizyjne.
W latach 1921–1945 wieś leżała w Polsce, w województwie wileńskim, w powiecie wilejskim, w gminie Krzywicze.
Według Powszechnego Spisu Ludności z 1921 roku zamieszkiwało tu 207 osób, 142 były wyznania rzymskokatolickiego, 60 prawosławnego a 5 mojżeszowego. Jednocześnie wszyscy mieszkańcy zadeklarowali polską przynależność narodową. Było tu 38 budynków mieszkalnych. W 1931 w 46 domach zamieszkiwało 236 osób.
Wierni należeli do parafii rzymskokatolickiej i prawosławnej w Krzywiczach. Miejscowość podlegała pod Sąd Grodzki w Krzywicze i Okręgowy w Wilnie; właściwy urząd pocztowy mieścił się w Krzywiczach.
W wyniku napaści ZSRR na Polskę we wrześniu 1939 miejscowość znalazła się pod okupacją sowiecką. 2 listopada została włączona do Białoruskiej SRR. Od czerwca 1941 roku pod okupacją niemiecką. W 1944 miejscowość została ponownie zajęta przez wojska sowieckie i włączona do Białoruskiej SRR.
Od 1991 w składzie niepodległej Białorusi.